# 14e cérémonie des Aigles d'or
 (décembre 2024).
Motif : Certains titres français mentionnés sont peut-être des traductions littérales et donc n'existent pas en tant que titres. La présentation doit donc être différente pour ne pas créer d'ambiguïté.
La 14e cérémonie des Aigles d'or, organisée par l'Académie russe des sciences et des arts cinématographiques, s'est déroulée à Mosfilm à Moscou le 29 janvier 2016 et a récompensé les films, téléfilms et séries russes sortis en 2015.

## Palmarès

### Aigle d'or du meilleur film
- De l'amour (Про Любовь) d'Anna Melikian
  - Bataillon (Батальонъ) de Dmitri Meskhiev
  - Résistance (Битва за Севастополь) de Sergueï Mokritskiy
  - La fin de la belle époque (Конец прекрасной эпохи) de Stanislav Govoroukhine
  - Cher Hans, cher Peter (Милый Ханс, дорогой Пётр) d'Alexandre Mindadze

### Aigle d'or du meilleur téléfilm ou mini-série (jusqu'à 10 épisodes)
- Bourreau (Палач) de Viacheslav Nikiforov
  - Uhodyaschaya Natura (Уходящая натура) de Dmitri Iosifov
  - Le Faiseur de miracles (Чудотворец) de Dmitri Konstantinov

### Aigle d'or de la meilleure série télévisée (plus de 10 épisodes)
- Catherine (Екатерина) d'Alexander Baranov et Ramil Sabitov
  - Il était une fois à Rostov (Однажды в Ростове) de Konstantin Khoudiakov
  - Orlova et Alexandrov (Орлова и Александров) de Vitali Moskalenko
  - La patrie (Родина) de Pavel Lounguine

### Aigle d'or du meilleur documentaire
- Varlam Chalamov. L'expérience d'un jeune homme (Варлам Шаламов. Опыт юноши) de Pavel Pechyonkin et Paul Petchenkin
  - Léon Tolstoï et Dziga Vertov : Double portrait à l'intérieur de l'époque (Лев Толстой и Дзига Вертов: Двойной портрет в интерьере эпохи) de Anna Evtushenko et Galina Evtushenko
  - Ne tirez pas sur l'opérateur ! (Не стреляйте в оператора!) de Valéry Timoschenko

### Aigle d'or du meilleur film d'animation
- Les Trois Chevaliers : le coup du cavalier (Три богатыря. Ход конём) de Constantin Feoktistov
  - Star (Звёздочка ) de Svetlana Andrianova
  - Seraphima's extraordinary journey (Необыкновенное путешествие Серафимы) de Sergueï Antonov

### Aigle d'or du meilleur réalisateur
- Stanislav Govoroukhine pour La fin de la belle époque
  - Sergueï Mokritskiy pour Résistance
  - Alexandre Mindadze pour Cher Hans, cher Peter

### Aigle d'or du meilleur scénario
- Alexandre Mindadze pour Cher Hans, cher Peter
  - Iouri Arabov pour Cellule
  - Andreï Zolotarev et Oleg Malovitchko pour Le Fantôme

### Aigle d'or du meilleur acteur au cinéma
- Fiodor Bondartchouk pour son rôle dans Le Fantôme
  - Evgueni Tsiganov pour son rôle dans Résistance
  - Ivan Kolesnikov pour son rôle dans La fin de la belle époque

### Aigle d'or de la meilleure actrice au cinéma
- Ioulia Peressild pour son rôle dans Résistance
  - Maria Aronova pour son rôle dans Bataillon
  - Renata Litvinova pour son rôle dans De l'amour

### Aigle d'or du meilleur acteur dans un second rôle
- Dmitri Astrakhan pour La fin de la belle époque

### Aigle d'or de la meilleure actrice dans un second rôle
- Maria Kojevnikova pour Bataillon

### Aigle d'or du meilleur acteur à la télévision
- Andreï Smoliakov pour Bourreau

### Aigle d'or de la meilleure actrice à la télévision
- Victoria Tolstoganova pour Bourreau

### Aigle d'or de la meilleure photographie
- Youri Korol pour Résistance

### Aigle d'or de la meilleure direction artistique
- Valentin Guidoulianov pour La fin de la belle époque

### Aigle d'or du meilleur costume
- Natalia Monieva pour La fin de la belle époque

### Aigle d'or de la meilleure musique
- Youri Poteenko pour Bataillon

### Aigle d'or du meilleur montage
- Maria Serguenkova et Alexeï Maklakov pour Bataillon

### Aigle d'or du meilleur son
- Anatoli Belozyorov et Lev Yejov pour Bataillon

### Aigle d'or du meilleur film étranger
- Birdman d'Alejandro González Iñárritu

### Aigle d'or d'honneur
- Nikita Mikhalkov pour sa contribution au cinéma mondial.

## Statistiques

### Récompenses/nominations multiples
4/9 : Bataillon
4/6 : La fin de la belle époque
2/8 : Résistance
1/5 : Le Fantôme
1/4 : De l'amour
1/3 : Cher Hans, cher Peter
0/3 : Le Guerrier
0/2 : Sans frontières